# Baiyin'aobao
Baiyin'aobao (kinesiska: 白音敖包, 白音敖包苏木) är en socken i Kina. Den ligger i den autonoma regionen Inre Mongoliet, i den norra delen av landet, omkring 190 kilometer norr om regionhuvudstaden Hohhot.
Genomsnittlig årsnederbörd är 385 millimeter. Den regnigaste månaden är juli, med i genomsnitt 89 mm nederbörd, och den torraste är januari, med 2 mm nederbörd.